# Аниболина II (Римини)
Аниболина II је насеље у Италији у округу Римини, региону Емилија-Ромања.
Према процени из 2011. у насељу је живело 44 становника. Насеље се налази на надморској висини од 135 м.